# Margaritopsis nutans
Margaritopsis nutans är en måreväxtart som först beskrevs av Olof Swartz, och fick sitt nu gällande namn av Charlotte M. Taylor. Margaritopsis nutans ingår i släktet Margaritopsis och familjen måreväxter. Inga underarter finns listade i Catalogue of Life.